# Ain't No Love in the Heart of the City
Ain't No Love in the Heart of the City est une chanson de rhythm and blues de 1974. Elle est écrite par Michael Price et Dan Walsh, et enregistrée pour la première fois par Bobby Blue Bland pour l'album Dreamer, publié par ABC Dunhill. Elle sort pour la première fois en 1978.

## Réception par le public
Bien que Bland ait un succès mineur avec cette chanson, qui atterrit dans le top dix des classements R&B, elle est connue grâce aux reprises et aux samples réalisés par la suite. Si elle semble être une chanson d'amour, certains critiques l'interprètent aussi comme une plainte contre la pauvreté et le désespoir en milieu urbain.
Dans sa reprise, le chanteur de reggae Al Brown change la plupart des paroles pour mettre cet aspect en avant. La chanson figure dans la bande-son du film Fighting, sorti en 2009, et du drame criminel de 2011 La Défense Lincoln.

## Reprises et samples
L'une des reprises de la chanson les plus connues est celle du groupe de hard rock Whitesnake, qui l'inclut dans on premier EP de 1978, Snakebite, puis de nouveau en version live dans l'album Live...in the Heart of the City. Cette reprise est le premier succès du nouveau groupe qui continuera de la jouer régulièrement en concert.
Pour son album de 2001, The Blueprint, le rappeur Jay-Z enregistre la chanson Heart of the City (Ain't No Love), un morceau produit par Kanye West, reposant sur un sample de l'interprétation de Bobby Bland. La chanson de Jay-Z est utilisée dans la bande-annonce du film de 2007, American Gangster, dans une publicité pour Chrysler en 2011, comme thème de la série CBS NYC 22 et dans une publicité pour Crown Royal en 2013.
La chanson figure dans le jeu vidéo musical de 2009, DJ Hero, sous forme de mashup.
La chanson est jouée dans le générique d'ouverture de Beforeigners, série norvégienne de comédie dramatique fantastique en 2019.
D'autres reprises notables sont enregistrées par : 
- Barrett Strong (R&B, 1976)
- Café Jacques (rock, sur l'album Round the Back, 1977)
- Grady Tate (jazz, 1977)
- Long John Baldry (blues, 1977)
- Kate Taylor (rock, 1979)
- Crystal Gayle (country, 1980)
- Herman Brood (rock, sur l'album Bühnensucht, enregistrement live, 1985)
- Chris Farlowe (R&B, 1985)
- Ruthless Blues (blues, 1989)
- Walter Washington (New Orleans R&B, sur l'album Sada, 1991)
- The Good Earth (pop / rock, 1994)
- Mick Abrahams (rock, 1996)
- The Snakes (hard rock, sur l'album Live in Europe, 1998)
- Paul Weller (rock, 1998)
- Willie Clayton (R&B, 1998, renommée Heart of the City)[4]
- Jay-Z (sur l'album The Blueprint, renommée Heart of City (Ain't No Love), 2001)
- Mary Coughlan (jazz, 2002)
- DJ Andrew Unknown & DJ Mekalek (hip hop / rap (intro), 2002)
- Joey Tempest (rock / métal, 2003)
- Maggie Bell (rock, enregistrement live, 2004)
- Vaya Con Dios (rock, 2004)
- YTcracker (nerdcore hip-hop, sur l'album STC Is the Greatest, piste no 16, spamcity, 2004)
- Joe Budden (rap, 2007)
- Paul Carrack (blue-eyed soul, pop / rock, 2008)
- Allman Brothers (blues, enregistrement live, 2009)
- Nicky Moore (blues rock, 2009)
- GRiZ (samplé dans la chanson Where's The Love sur l'album Mad Liberation, 2012)
- Lukas Graham (blue-eyed soul, 2012 renommée Daddy, Now That You're Gone (Ain't No Love))
- Jo Harman And Company (blues, sur l'album Live At The Royal Albert Hall Recorded 2013, sorti en 2014)
- Dana Fuchs (sur l'album Broken Down, acoustic sessions, 2015)
- Shane Pacey Trio (sur l'album, Helios, 2016)
- Supersonic Blues Machine (sur l'album West of Flushing South of Frisco, 2016)
- CS Armstrong (sur l'album, Ain't No Love, 2016)
- Zeshan B (sur l'album, Vetted, 2017)
- Black Pumas (sur l'album, Black Pumas (Deluxed Edition), 2020)